# Перелік системотворчих організацій Росії (2015)
Перелік системоутворюючих організацій Росії що був розроблений Урядовою комісією з економічного розвитку та інтеграції в лютому 2015 року.

## Призначення списку
До переліку увійшли:
- найбільші юридичні особи, що знаходяться в юрисдикції Російської Федерації, надають істотний вплив на формування ВВП, зайнятість населення і соціальну стабільність та здійснюють діяльність у галузях промисловості, агропромисловому комплексі, будівництві, транспорті та зв'язку;
- юридичні особи, що знаходяться в юрисдикції Російської Федерації, надають істотне вплив на формування ВВП, зайнятість населення і соціальну стабільність і входять у промислові групи, холдингові структури, вертикально інтегровані компанії (у Переліку зазначається найменування керуючої компанії або головної організації групи);
- організації, що здійснюють свою діяльність в тому числі на території Російської Федерації, мають істотний вплив на формування ВВП, керуючі компанії яких знаходяться в іноземній юрисдикції.[2]

## Список
Список містить 197 організацій:

### Організації, здійснюють діяльність у торгованих секторах економіки
- ОАО «Авиакомпания Сибирь»
- ОАО «Авиакомпания „Уральские авиалинии“»
- ОАО «Авиакомпания „ЮТэйр“»
- ОАО «АвтоВАЗ»
- ООО «ГК „Агро-Белогорье“»
- ЗАО фирма «Агрокомплекс»
- ОАО «АККОНД»
- ОАО «Акрон»
- ОАО «Концерн ПВО „Алмаз-Антей“»
- ОАО «Алроса»
- ОАО «Алтайвагонзавод»
- ОАО «Архангельский ЦБК»
- ОАО «Аэрофлот — российские авиалинии»
- ОАО «Башкирская химия»
- ОАО «АНК „Башнефть“»
- ОАО «Биосинтез»
- АО «БТК групп»
- ОАО «Великолукский мясокомбинат»
- ОАО «Вимм-Билль-Данн Продукты Питания»
- ОАО «Волгограднефтемаш»
- ОАО «Газпром»
- ОАО «ГалоПолимер»
- ЗАО «ГЕОТЕК Холдинг»
- ФГУП «Государственный космический научно-производственный центр имени М. В. Хруничева»
- ОАО «Концерн „Гранит-Электрон“»
- ОАО «Группа ГМС»
- ФГУП «Гознак»
- ОАО «Дальлеспром»
- ООО «Данон-Индустрия»
- ООО «Группа компаний „Доминант“»
- ОАО «Завод им. В. А. Дегтярева»
- ОАО «Зарубежнефть»
- ООО «Евраз Холдинг»
- ЗАО «Евроцемент групп»
- ОАО «УК ЕПК»
- ОАО «Минерально-химическая компания „Еврохим“»
- ОАО «Группа „Илим“»
- ООО «Интегра Менеджмент»
- ЗАО «Интернешнл Пейпер»
- ОАО «КамАЗ»
- ОАО «Каменск-Уральский металлургический завод»
- ОАО «Кондопога»
- ОАО «Угольная компания „Кузбассразрезуголь“»
- ОАО «Куйбышевазот»
- ЗАО «Курский Агрохолдинг»
- ФГУП «Российский научный центр „Курчатовский институт“»
- ОАО «Липецкхлебмакаронпром»
- ОАО «НК „ЛУКОЙЛ“»
- ООО «Группа „Магнезит“»
- ОАО «Магнитогорский металлургический комбинат»
- ОАО «Макфа»
- ЗАО «Международный аэропорт Домодедово»
- ОАО «Международный аэропорт „Пулково“»
- ОАО «Международный аэропорт Шереметьево»
- ОАО «ХК „Металлоинвест“»
- ОАО «Мечел»
- ФГУП «НПО Микроген» Минздрава России
- ООО «Агропромышленный холдинг „Мираторг“»
- ОАО «Монди Сыктывкарский ЛПК»
- ОАО «Мордовское агропромышленное объединение»
- ОАО «Концерн „Моринформсистема-Агат“»
- ОАО «Мотовилихинские заводы»
- ОАО «Концерн „МПО-Гидроприбор“»
- ФГУП «Научно-производственное объединение имени С. А. Лавочкина»
- ОАО «Нижегородский масложировой комбинат»
- ОАО «Нижнекамскнефтехим»
- ОАО «Нижнекамскшина»
- ООО «Никохим»
- ОАО «НОВАТЭК»
- ОАО «Новолипецкий металлургический комбинат»
- ОАО «ГМК „Норильский никель“»
- ФГУП «НПЦ автоматики и приборостроения им. Академика Н. А. Пилюгина»
- ОАО «ОАК»
- АО НПК «Объединенная Вагонная компания»
- АО «Объединенная металлургическая компания»
- ОАО «Объединенная ракетно-космическая корпорация»
- ОАО «Объединенные машиностроительные заводы»
- ОАО «Концерн „Океанприбор“»
- ОАО «ОСК»
- ООО «Орими»
- ЗАО «УК „Петропавловск“»
- ОАО «Полиметалл»
- ОАО «Полюс-Золото»
- ЗАО «Приосколье»
- ОАО «Прогресс»
- ООО «Продимекс-холдинг»
- ООО «Продо»
- ООО «УК „Промышленно-металлургический холдинг“»
- ЗАО «Птицефабрика Северная»
- ОАО Группа «Разгуляй»
- ЗАО «Рено Россия»
- ОАО «Росгеология»
- ФГУП «Росморпорт»
- ОАО «НК „Роснефть“»
- ОАО «Российские железные дороги»
- ГК «Ростехнологии»
- ОАО «Ростсельмаш»
- ОАО «Рузаевский завод химического машиностроения»
- ООО «Группа компаний „Русагро“»
- ОАО «ОК „Русал“»
- ЗАО «Русская медная компания»
- ООО «Русская рыбопромышленная компания»
- ОАО «Русские машины»
- ОАО «НК „РуссНефть“»
- ОАО «Саянскхимпласт»
- ОАО «ХК СДС-Уголь»
- ПАО «Северсталь»
- ЗАО «Сибирская Аграрная Группа»
- ОАО «Сибирский цемент»
- ОАО «СИБУР Холдинг»
- ОАО «Силовые машины»
- ОАО «Синара — транспортные машины»
- ОАО «Акционерное Курганское общество медицинских препаратов и изделий „Синтез“»
- ОАО «НГК „Славнефть“»
- ОАО «Совкомфлот»
- ООО «Содружество»
- ОАО «Соллерс»
- ООО «УК „Солнечные продукты“»
- ЗАО «Ставропольский бройлер»
- ОАО «Сургутнефтегаз»
- ОАО «СУЭК»
- ОАО «ТАИФ»
- ЗАО «Талина»
- ОАО «Корпорация „Тактическое ракетное вооружение“»
- ОАО «Татнефть им. В. Д. Шашина»
- ОАО «Тверской вагоностроительный завод»
- ОАО «Тольяттиазот»
- ООО ККУ «Концерн „Тракторные заводы“»
- ЗАО «Трансмашхолдинг»
- ОАО «АК „Транснефть“»
- ООО «Агрофирма „ТРИО“»
- ОАО «Трубная металлургическая компания»
- ОАО «УГМК-Холдинг»
- ОАО «НПК „Уралвагонзавод“»
- ЗАО «Уралбройлер»
- ПАО «Уралкалий»
- ОАО «ОХК „УРАЛХИМ“»
- ОАО «Уфанефтехим»
- ОАО «Фармстандарт»
- ОАО «ФосАгро»
- ФГУП «Центр эксплуатации объектов наземной космической инфраструктуры»
- ФГУП «ЦНИИМаш»
- ОАО «Челябинский трубопрокатный завод»
- ОАО «Челябинский электрометаллургический комбинат»
- ОАО «Группа Черкизово»
- ООО «ЭкоНиваАгро»
- ЗАО АВК «Эксима»
- ОАО «Электрозавод»
- ЗАО «Энергопром Менеджмент»
- ЗАО «Управляющая компания „ЭФКО“»
- ООО «Юргинский машзавод»

### Організації, що здійснюють діяльність в неторговельних секторах економіки
- ОАО «Аптечная сеть 36,6»
- ООО «Ашан»
- ООО «Башкирская генерирующая компания»
- ЗАО «ВАД»
- ОАО «Группа компаний „Виктория“»
- ОАО «Дикси Групп»
- ОАО «Волгомост»
- ОАО «Волжская ТГК»
- ОАО «Вимпелком»
- ОАО «Генерирующая компания» (Республика Татарстан)
- ОАО «Главстрой»
- ОАО «Енисейская ТГК (ТГК-13)»
- ОАО «Інтер РАО»
- ЗАО «Интеко»
- ОАО «Иркутскэнерго»
- ОАО «Квадра»
- ЗАО «Крокус»
- ОАО «Кузбассэнерго»
- ООО «Лента»
- ОАО «Группа „ЛСР“»
- ОАО «Компания „М.видео“»
- ОАО «МегаФон»
- ООО «Метро кеш енд Керри»
- ООО «Мортон-РСО»
- ОАО «Мостотрест»
- ООО «О'КЕЙ»
- ОАО «Група компаній „ПИК“»
- ФГУП «Почта России»
- ОАО «Протек» (Аптеки «Ригла»)
- ГК «Росатом»
- ОАО «Россети»
- ФГУП «Российская телевизионная и радиовещательная сеть»
- ОАО «Ростелеком»
- ОАО «РусГідро»
- ОАО АФК «Система»
- ОАО «Седьмой континент»
- ОАО «СИБЭКО»
- ОАО «СО ЕЭС»
- ООО «Стройгазконсалтинг»
- ЗАО «СУ-155»
- ЗАО «Тандер»
- ОАО «ТГК-14»
- ОАО «ТГК-2»
- ОАО «Корпорация Трансстрой»
- ОАО «Фортум»
- ОАО «ФСК ЕЭС»
- X5 Retail Group N.V.